# NGC 3814
NGC 3814 é uma galáxia lenticular (S0) localizada na direcção da constelação de Leo. Possui uma declinação de +24° 48' 20" e uma ascensão recta de 11 horas, 41 minutos e 27,7 segundos.
A galáxia NGC 3814 foi descoberta em 25 de Abril de 1881 por Édouard Jean-Marie Stephan.